# Mojżesz (rzeźba)
Mojżesz (wł. Mosè [moˈzɛ]) – marmurowa rzeźba renesansowego artysty Michała Anioła, przewidziana jako część nieukończonego nagrobka przyściennego Juliusza II. Powstawała w latach 1513–1516. Obecnie znajduje się w bazylice św. Piotra w Okowach w Rzymie.
Posąg został wykonany jako realizacja drugiego projektu nagrobka. Przedstawia biblijną postać Mojżesza z rogami, co prawdopodobnie wynikało z błędnego tłumaczenia Pisma Świętego, a dokładniej łacińskiego przekładu Hieronima ze Strydonu. Była to jedna z sześciu postaci mających wieńczyć grób.
Pierwotnie nagrobek wraz z rzeźbą Mojżesza miał się znaleźć w bazylice św. Piotra na Watykanie.
Wierna kopia dzieła znajduje się w Sali Kolumnowej Instytutu Historycznego Uniwersytetu Warszawskiego.